# 庫珀鎮區 (密蘇里州金特里縣)
庫珀鎮區（英語：Cooper Township）是位於美國密蘇里州金特里縣的一個行政鎮區。

## 地方資料
庫珀鎮區的面積為179.68平方千米，當中陸地面積為179.66平方千米，而水域面積為0.02平方千米。根據2020年美國人口普查的數據，當地共有人口1696人，而人口密度為每平方千米9.44人。